# Constantino Kochifas
Constantino Kochifas Cárcamo  (Isla Butachauques, Quemchi, 2 de enero de 1931 - 26 de septiembre de 2010) fue un armador y empresario chileno de la zona de Chiloé y Aysén (la Patagonia chilena). Abrió para el turismo la ruta marítima al Ventisquero San Rafael y creó un imperio económico en la industria salmonera. En 1978 creó el barco Skorpios para hacer turismo en los canales chilotes. Poseía un holding conformado por las empresas Turismo Skorpios, Astilleros-Maestranza Kochifas y en la salmonicultura poseía Transmarko. Las empresas crean trabajo a 540 personas en sus tres cruceros de turismo y 24 buques de transporte de productos salmonídeos.

## Biografía
Nació un 2 de enero de 1931, en Nayahué, sector de la isla Butachauques, del Archipiélago de Chiloé. Hijo del inmigrante Anestis Kochifas Kutras, nacido en Kavala, Grecia que llegó en 1924 huyendo de la pobreza de la postguerra de la Primera Guerra Mundial y de Mariana Cárcamo Ruiz, chilota. Constantino tras una dura infancia salió del colegio y compró su primera lancha pesquera junto a sus hermanos y ayudó en el trabajo de su padre.
A los 20 años fundó la empresa Demóstenes Kochifas y Cía. Ltda junto a sus hermanos la cual se dedica al cabotaje entre Puerto Montt y Puerto Aysén.

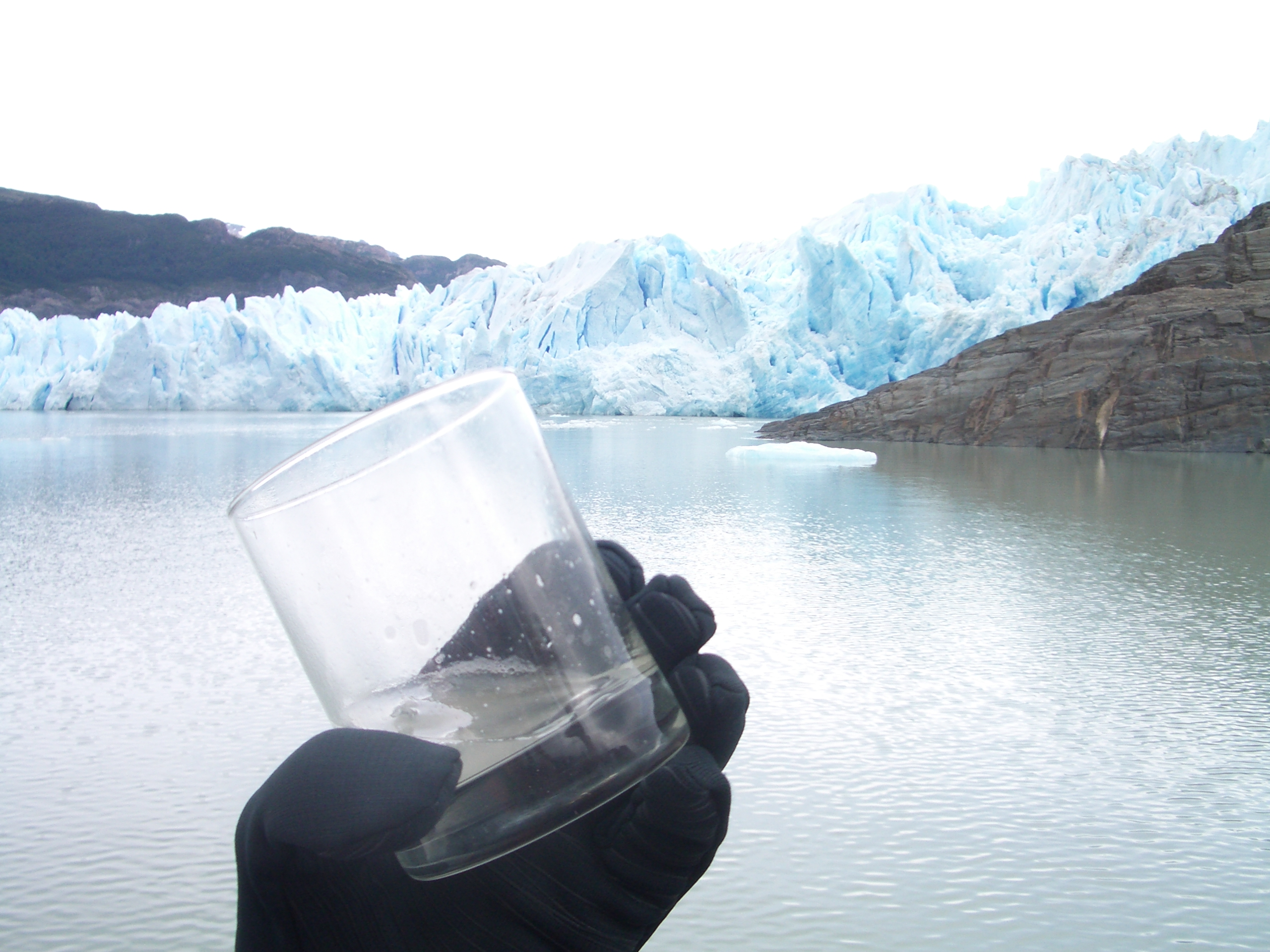
Vaso de whisky con hielo milenario proveniente del glaciar.

Tras percatarse el interés y sacrificio de los turistas por conocer los hielos milenarios del sur de Chile, vio la oportunidad de negocios y armó su primer barco destinado sólo a viajes de turistas. El 23 de septiembre de 1978 salió el primer crucero Skorpios I a la laguna San Rafael, este barco era exclusivamente para turistas quienes iban en cabinas dobles, triples y todas con baño privado. El proyecto fue un éxito y pronto llamó la atención de viajeros internacionales. En noviembre de 1988 construirá el Skorpios II diseñado para 150 pasajeros. Una de las innovaciones fue servir una copa de whisky pero con hielo milenario que a veces el propio turista obtenía del glaciar.
El éxito le impulsó a armar sus propios barcos desarrollando su propio astillero. Luego aprovechó el negocio de los salmones que en la zona de los fiordos se daban con éxito.
En septiembre de 2008 presentó un libro con sus memorias.
Estuvo casado con Noemí Mimí Coñuecar por 54 años, tenía 6 hijos y 19 nietos.
Falleció debido a una insuficiencia cardíaca el 26 de septiembre de 2010 a bordo de uno de sus cruceros, que se dirigía hacia la Laguna San Rafael alrededor de la 1.30, cuando la embarcación Skorpios 3 navegaba a la cuadra del fiordo Quintupeu, al sur de Puerto Montt. Su cuerpo llegó a la bahía de Chinquihue, Puerto Montt, y fue descendido de la embarcación, en medio de las bocinas de sus embarcaciones, y los aplausos de la gente que llegó a despedirlo.

## Premios y reconocimientos
- Distinción Personas y Desarrollo conferida en el marco del Congreso Percade 2008 en Chile.